# Autostima nell'acquisizione delle lingue straniere
L'autostima nell'acquisizione delle lingue straniere è uno degli elementi fondamentali nel successo nell'acquisizione di una lingua straniera (L2) o del suo apprendimento. L'autostima è anche uno degli elementi psicologici fondamentali dell'ipotesi del filtro affettivo di Krashen, che è uno dei fondamenti del campo dell'acquisizione linguistica delle L2. Secondo la suddivisione dell'autostima di Brown (1994) e la letteratura sull'autostima nell'acquisizione nelle lingue straniere, quest'ultima è un tipo specifico di autostima, contrapposto all'autostima globale, cioè riferita a qualunque situazione e contesto quotidiano. Per parallelismo, l'ansia verso le lingue straniere (FLA) è una forma di ansia specifica, contrapposta al disturbo d'ansia generalizzato (DAG). Pertanto, una persona può avere una buona autostima e non essere ansiosa in generale, ma sentirsi in difficoltà specificatamente durante le attività di acquisizione o apprendimento di una L2.
Gli altri elementi fondamentali per il successo, secondo l'ipotesi del filtro affettivo di Krashen, sono la motivazione nell'acquisizione delle lingue straniere (e eventualmente alla presenza dello stato di flusso) e l'assenza sia di ansia verso le lingue straniere, a cui si può aggiungere l'assenza di noia verso le lingue straniere, un alto quoziente emotivo per verbalizzare i propri malesseri e lo sviluppo della capacità metacognitiva riguardo in particolare al processo di acquisizione delle L2.
Nel 2023, lo studio dell'autostima nell'acquisizione delle lingue straniere è stato indicato da Rubio-Alcalá e Cano-Jiménez come un tema relativamente nuovo nel mondo accademico, per cui la ricerca scientifica è più scarna. Un articolo meta-analitico di Guban-Caisido pubblicato nel 2020 in particolare passava in rassegna solo 20 studi pubblicati tra il 2001 e il 2019.

## Autostima e L2

### L'autostima e i costrutti del sé
Il concetto di sé (self-concept) di una persona si sviluppa nel corso degli anni ed è formato da una serie di informazioni e caratteristiche su di sé appartenenti a varie dimensioni/categorie/gruppi/aspetti. Secondo il modello di Bruce Bracken, le dimensioni che formano il concetto di sé sono quella fisica/salutare, emotiva, sociale, familiare, accademica e competenziale (cioè che riguarda le competenze). Il concetto di sé è una realtà cognitiva, non affettiva.
Il concetto di sé è definibile anche come la somma dei costrutti del sé (self-constructs), che sono l'autostima (il risultato di una valutazione positiva o negativa del concetto di sé), l'immagine di sé (self-image o "self-schema"), l'autoconsapevolezza (self-awareness), l'autoefficacia (self-efficacy) e l'autoconfidenza (self-confidence). Secondo delle brevi definizioni:
- l'immagine di sé o "schema di sé" mentale: è il modo in cui una persona si percepisce. Tale modo può non corrispondere alla realtà, perché può essere distorto in senso ottimistico o pessimistico.
- L'autostima: è il modo in cui una persona si auto-apprezza come individuo. Ossia, è la valutazione, stima e giudizio che una persona opera del concetto di sé. La valutazione può essere positiva o negativa e dunque ha una componente affettiva.
- L'autoefficacia: è l'insieme di pensieri che contribuiscono a una buona performance in qualcosa attraverso l'aumento della motivazione, del focus sul compito e degli sforzi. Dunque, l'autoefficacia si riferisce alla credenza o abilità di una persona di ottenere risultati: non ha a che fare con l'autostima, cioè con un giudizio sul proprio valore.[4] Secondo un'altra definizione di Bandura (1987), è la percezione di una persona/individuo della propria performance o del potenziale di raggiungere il successo.[2]
- L'autoconfidenza: è l'insieme di attitudini personali verso il sé (e.g., orgoglio, fiducia, ottimismo) che permettono alla persona di avere una percezione positiva e realistica di sé e delle proprie abilità.[4]
- L'autoconsapevolezza: è l'esperienza/avvertimento/conoscenza/comprensione della propria personalità o individualità (e.g., il proprio carattere, sentimenti, motivazioni e desideri).

In alcune ricerche, "concetto di sé" e "autostima" non sono separati: sebbene la prima sia una realtà cognitiva e la seconda abbia una componente specificatamente affettiva siccome si basa su valutazioni affettive (Williams, Mercer e Ryan, 2015), i due vengono talvolta considerati sinonimi siccome i processi di formazione dei due concetti non vengono considerati come separati, bensì inseparabili. Inoltre, l'autostima è socialmente
Il giudizio di una persona che dunque forma una scarsa o alta autostima è influenzato da vari fattori, tra cui la comparazione con gli altri e come gli altri rispondono positivamente o negativamente agli atteggiamenti della persona in questione. L'impatto è negativo se la comparazione degli altri porta a vedere gli altri come migliori e/o se le risposte degli altri sono negative (tipicamente di critica, anche con mancanza di rispetto, o di indifferenza).
Una buona e alta autostima, dunque un giudizio positivo dell'immagine di sé, porta a sensazioni di merito, di buone capacità e di importanza e valore. Una scarsa e bassa autostima porta a sensazioni opposte (e.g., non avere meriti, sindrome dell'impostore, scarse capacità, scarsa importanza e valore).
L'autostima, oltre a essere un costrutto del sé, è anche uno dei bisogni all'interno della piramide di Maslow (1947). I bisogni sono organizzati in modo gerarchico, con i bisogni fisiologici nell'ultimo gradino della piramide. Una volta che i bisogni fisiologici sono soddisfatti, una persona può provare a soddisfare i bisogni e desideri di ordine superiore. Il bisogno di avere una buona e alta autostima è il bisogno che si trova nel gradino appena sopra l'amore e sicurezza e appena sotto la punta: la punta della piramide è occupata dal desiderio di autorealizzazione (self-actualization).
Secondo F. Amirazodi e M. Amirazodi (2011), ci sono delle associazioni tra autostima e tratti di personalità: una buona autostima è legata all'estroversione, socievolezza, cordialità/affabilità/amicalità, coscienziosità (presenza di una direzione precisa nel proprio pensare e agire) e apertura mentale verso nuove esperienze. Di contro, una scarsa autostima è legata non tanto all'introversione e antagonismo/ostilità, quanto alla mancanza di direzione, chiusura mentale verso le nuove esperienze, neuroticismo (cioè instabilità emotiva) e timidezza. Una scarsa autostima è correlata anche alla depressione e, nei casi più spinti, a disturbi mentali. La scarsa autostima è legata anche all'avere avuto dei genitori indifferenti o spesso lontani da casa, per cui il contatto genitore-figlio è scarso.
Brown (1994) ha infine sostenuto che l'autostima è suddivisa in tipologie, per cui non è monolitica:
- l'autostima globale è una stima/giudizio di sé riferito a qualunque situazione e contesto quotidiano e lungo un vasto arco di tempo; questa tipologia di autostima resta fissa a meno che è trattata clinicamente
- l'autostima situazionale è riferita a un contesto o situazione particolare, come ad esempio il lavoro, le interazioni sociali, lo stare in casa e l'educazione (e.g., scuola dell'obbligo, università o tutto il proprio bagaglio culturale); in alternativa, si riferisce a un proprio tratto come ad esempio l'intelligenza, l'eloquio, l'abilità atletica e le caratteristiche della personalità (e.g., empatia, gregarietà/socievolezza, flessibilità alle circostanze...).
- l'autostima relativa a un task è riferita a un compito specifico all'interno di un contesto. Un esempio riferito al contesto dell'educazione è acquisire una L2 e utilizzarla nella produzione orale. Un discente può avere una buona autostima nella vita e in tutto il contesto scolastico eccetto durante le lezioni di una determinata L2.

Inoltre, secondo il modello bidimensionale di Mruk (1999), l'autostima può essere suddivisa in 4 combinazioni. In base a una matrice che incrocia il valore che una persona si auto-attribuisce e la capacità di svolgere un task, emergono dunque 4 tipi:
- un alto valore affiancato a alte capacità nello svolgere un task è una forma di autostima genuina;
- un alto valore affiancato a scarse capacità porta all'autostima difensiva di tipo I, che nasconde e maschera le proprie scarse capacità e porta a comportamenti narcisistici e egocentrici, cioè interamente centrati su di sé;
- un basso valore affiancato a alte capacità porta all'autostima difensiva di tipo II, che porta a risultati superiori e esuberanti rispetto alle attese e a comportamenti antisociali, cioè di disprezzo per le regole sociali;
- un basso valore affiancato a basse capacità porta alla bassa autostima genuina.

In generale, avere una buona autostima non è sinonimo di narcisismo o di comportamenti aggressivi. Avere un'autostima alta o bassa può generare le profezie che si autoavverano (Branden, 1995): la predizione genera l'evento tramite l'adozione di comportamenti appositi. In psicologia, questo fenomeno è analogo all'effetto Pigmalione.
L'autostima, nell'arco della vita di una persona, non è stabile, immutabile e statica: nonostante gran parte dell'autostima si formi tra l'infanzia e l'adolescenza, parte del livello di autostima può fluttuare da adulti; la fluttuazione dell'autostima è più alta della fluttuazione del livello di intelligenza, anch'esso un tratto relativamente stabile.

### L'autostima nello studio di L2
L'autostima nello studio di L2 è stata modellizzata per la prima volta da Rubio-Alcalá e Cano-Jiménez (2024). La loro modellizzazione non distingue i concetti di "concetto di sé" e "autostima". Secondo il loro modello, autostima nella lezione di L2 è composta tra tre dimensioni. Competenza linguistica, performance legata alle abilità e ai compiti ("skill and task performance") e supporto sociale percepito all'interno della classe di L2. Le tre dimensioni interagiscono tra loro in modo dinamico ma la prima dimensione, ovvero quella della competenza linguistica, è la più forte. Ognuna delle tre dimensioni si riferisce poi a dei campi specifici: la competenza linguistica si riferisce all'autoefficacia, l'attitudine linguistica e la competenza comunicativa; la performance legata alle abilità si riferisce al parlato (inclusa la pronuncia), ascolto, lettura e scrittura; il supporto sociale percepito si riferisce all'appartenenza, abilità comunicative e rapporto ("rapport"). Sáfár e Kormos (2008) hanno dimostrato come il campo specifico dell'attitudine linguistica, che è uno dei fattori più cruciali del modello, sia influenzato dalle esperienze di apprendimento di una L2. Il campo specifico dell'appartenenza (belongingness) è il secondo più cruciale e si riferisce alla sensazione di appartenere alla classe di L2, di essere pienamente un suo membro e non un estraneo o intruso, per cui il discente si sente capace di comunicare e interagire apertamente con i propri compagni di classe e di stabilire un rapporto con loro attraverso la supportività del docente. Il senso di appartenenza è presente anche in modelli teoretici dell'apprendimento fondamentali (e.g., quello di Bronfenbrenner, 1979), di motivazione generici (e.g., la piramide di Maslow e il modello di Bowlby, 1988) e di autostima nel generico mondo scolastico e accademico (e.g., Reasoner, 1983); inoltre, è presente anche in studi che riguardano l'autostima non specifica. Il terzo fattore più critico nel modello è quello dell'autoefficacia.
Altri modelli, riferiti però all'autostima non specifica in contesto di acquisizione o apprendimento di L2, sono d'accordo con il modello di Rubio-Alcalá e Cano-Jiménez, per esempio il modello di Shindler (2009) e di Mruk (2009).
In generale, non è chiaro se nel mondo scolastico e accademico l'autostima sia il presupposto per arrivare al successo scolastico o se l'autostima sia il risultato dei successi scolastici.
Nel caso dell'acquisizione o apprendimento di una L2, è il modo in cui il discente si vede e giudica all'interno del suo percorso di acquisizione di competenze e/o conoscenze di una lingua straniera, sia in contesto scolastico che da autodidatta. Fondamentalmente, un discente può avere un'idea e visione di sé di apprendente di successo o fallimentare.
La bassa autostima nel contesto di acquisizione di una o più L2 ha i seguenti effetti negativi sul discente:
- provoca ansia sociale che porta il discente a non parlare di fronte ai compagni e ai docenti di lingua, anche solo per fare domande in caso di curiosità o non comprensione
- innesca il self-talk negativo nell'ambito di L2
- porta a una scarsa autoconfidenza nelle proprie capacità di acquisire la L2
- provoca sofferenza nel caso in cui arrivi un feedback negativo dai docenti di lingua o compagni; qualora il feedback negativo sia anche inefficace dal punto di vista dei contenuti (e.g., non è chiaro o è lacunoso o è un mero rimprovero senza la correzione) il discente ne ricava un senso di inadeguatezza e di dubbi su di sé (self-doubt)

I discenti che riportano dei buoni risultati in una L2 non hanno necessariamente un'alta autostima. Pertanto, un buon livello di autostima non è necessariamente sempre legato a dei buoni risultati in L2: avere delle buone conoscenze, competenze e voti non è necessariamente indicatore di un'alta autostima del discente. Allo stesso modo, un discente con scarsi risultati in L2 può avere un'alta autostima. Nei casi in cui la buona autostima è correlata al successo in una L2, la correlazione è forte specificatamente nel caso della produzione orale o "abilità di comunicazione orale" (Oral Communication Ability, OCA); questo risultato è presente in altre ricerche scientifiche, tra cui: uno studio di Khaydarkulovna e Palakhaevna (2023) e diAbdumalikova (2022), uno studio sugli studenti LMD (Licence-Master-Doctorate) di inglese al primo anno di università di Achour (2015) e, ancora prima, in uno studio di Norgueras e Rosa (1996) su studenti di inglese L2 universitari e da Badran A. Hassan (1992) in uno studio su discenti di inglese di 8-10 anni.
Il fatto che i discenti con un livello più avanzato in L2 possano avere meno autostima può derivare dal fatto che, man mano che tali discenti incontrano le difficoltà della lingua straniera, più diventino insicuri. Infatti, si rendono conto dei propri limiti. Un ragionamento analogo vale anche per l'ansia verso le lingue straniere: i discenti che hanno raggiunto un livello di lingua più avanzato affrontano situazioni comunicative che sanno essere più complesse rispetto a quelle nel livello pre-avanzato. La scarsa autostima dei discenti avanzati di L2 può preservarsi anche quanto diventano docenti di lingua straniera; in tal caso, la loro scarsa autostima si abbatte negativamente sulle attività didattiche che elaborano, per cui la didattica è limitata e i discenti ne ricavano un danno.
L'autostima, nel campo dell'educazione, ha una forte relazione con l'ansia al punto tale che l'autostima e l'ansia interagiscono tra loro. Nel caso delle L2, un'alta autostima nel contesto dello studio delle L2 è correlata a una scarsa ansia verso le lingue straniere. Secondo l'ipotesi del filtro affettivo di Krashen, fattori negativi come la scarsa autostima, un livello di ansia ingestibile e la demotivazione non permettono al LAD (Language Acquisition Device) nella mente del discente di processare l'input comprensibile. In altre parole, hanno un potere inibente, per cui il discente esposto a input linguistico si chiude all'input. Pertanto, lo sviluppo di competenze sarà rallentato e ostacolato. Secondo Young (1990), chi soffre di scarsa autostima nel campo delle L2 ha più ansia verso le lingue straniere in particolare quando deve comunicare (communication apprehension) e dunque produrre output linguistico; contemporaneamente, secondo Young la scarsa autostima oltre a essere correlata positivamente con la xenoglossofobia, è correlabile anche all'ansia sociale. L'incidenza della scarsa autostima, ansia linguistica e/o ansia sociale sulla volontà di comunicare (Willingness to Communicate, WTC) è importante nei corsi di lingua straniera perché tendenzialmente si comunica di più nelle ore di queste materie. Inoltre la scarsa autostima, quando è correlata a una scarsa performance linguistica a scuola, porta a voti bassi in queste materie e a tutte le loro conseguenze negative.
Uno studio di Listyani (2022) ha confermato che, nell'ambito dello studio delle L2, i discenti con i voti più alti possono avere una scarsa autostima, mentre i discenti con i voti più bassi possono avere un'alta autostima. I discenti che hanno una cattiva autostima può derivare da un'atmosfera di classe non supportiva.
I discenti che hanno un forte accento straniero nella loro produzione orale, a meno che l'accento sia usato intenzionalmente, tendenzialmente hanno una bassa autostima. Infatti, il proprio accento straniero li fa sentire a disagio in quanto non corrisponde all'idea/rappresentazione standard nella testa dell'interlocutore: quest'ultimo infatti può dare un giudizio positivo o negativo del parlante. Di contro, se l'accento di un discente di L2 è vicino a quello nativo, i livelli di autostima sono più alti. In generale, l'accento in lingua straniera secondo Munro (2017) si può definire come la differenza tra la pronuncia di un apprendente di L2 e la rappresentazione da parte dell'interlocutore. Le caratteristiche di un accento sono l'ampiezza del registro, errori segmentali, errori nell'accentazione, l'intonazione, la velocità del parlato e la presenza di pause. La valutazione di un accento straniero da parte dell'interlocutore non è assoluta e monolitica, ma può essere influenzata dalle lingue native che parla l'interlocutore (Kang, 2012), dalla sua esposizione in passato a una varietà di accento straniera/non nativa (Thompson, 1991) e dall'esperienza nell'insegnamento delle lingue straniere (Kang e Rubin, 2009). L'accento rivela quelle che Tekin (2019) chiama "proprietà sociofonetiche", come ad esempio l'appartenenza a uno specifico gruppo sociale (Lybeck, 2002; Thompson, 1976) o etnico (Gatbonton, 1975) o un genere specifico (Ohara, 2001), per cui l'accento è legato alla rappresentazione di sé (Hansen Edwards, 2008) ed è marcatore della propria identità. Queste caratteristiche, in base a come sono recepite, portano infine l'interlocutore a dare il giudizio positivo o negativo del parlante di L2. Un esempio di valutazione negativa è la credenza in capo all'interlocutore che il parlante abbia una limitata competenza nella L2, anche se l'unico punto problematico è l'accento forte e non la grammatica (morfologia e sintassi) e il vocabolario; altri due pregiudizi diffusi sono la credenza che il parlante sia poco poco intelligente (GLuszek e Dovidio, 2010) o poco educato. Ad ogni modo, siccome l'accento segnala anche l'appartenenza ad un gruppo che, tra le varie caratteristiche, condivide proprio l'accento (Chakraborty, 2017), il parlante dimostra di non fare parte del gruppo a cui appartiene l'interlocutore. Di contro, se il discente acquisisce l'accento straniero, mostra di volere uscire dal proprio gruppo di appartenenza originaria per fare parte di un altro. L'accento, a causa di questo portato sociale e valutativo, è stato oggetto di studi da parte della sociolinguistica e sociofonetica.

### Cause della bassa autostima in L2
L'autostima dei discenti in L2 è causata da vari fattori. Alcuni di essi sono la loro personalità, l'ambiente di apprendimento della L2 e le esperienze passate con la L2. Alcuni discenti potrebbero compararsi in particolare con i parlanti nativi, il cui livello di competenza linguistica è C2 se sono adulti; questo paragone può creare una scarsa autostima.
Un'altra causa è il perfezionismo, per cui gli standard troppo alti, molto idealizzati e irraggiungibili provocano una scarsa autostima (oltre all'ansia): infatti, i discenti perfezionisti possono interpretare i propri tempi di acquisizione come troppo lunghi e dunque di essere scarsamente portati per le lingue straniere. Una causa analoga al perfezionismo dei discenti è l'ipercompetitività, dunque il desiderio di superare in abilità e/o voti i propri compagni di classe; l'ipercompetitività può portare all'ansia verso le lingue straniere e a una bassa autostima; in taluni casi, l'ipercompetitività può derivare non tanto da cause endogene, cioè interne al discente, ma esogene se derivano dall'ambiente culturale o dalle pressioni dei genitori. L'autostima a seguito dello svolgimento di un task ("task self-esteem") può essere influenzata o dalla valutazione degli errori e/o imperfezioni presenti nel task o dal paragone del proprio task con quello dei compagni, per cui i punti di forza e debolezza emergono da un confronto. Un esempio di task è per esempio una produzione orale in L2.
Un'altra causa è l'origine etnica e la differenza culturale del discente nel momento in cui è soggetto a pregiudizi discriminanti: infatti, gli episodi di discriminazione portano a sentimenti di alienazione, cioè a sentirsi fuori posto all'interno della classe di L2 che a loro volta incidono negativamente sull'autostima.
Un'altra causa talvolta presente è il forte accento straniero, dunque un problema di pronuncia, per cui il discente ha paura di essere giudicato negativamente dall'interlocutore se parla in L2.
Un'altra causa è la scarsa conoscenza della cultura associata alla L2 oggetto di studio: non conoscere per esempio le abitudini discorsive ricorrenti in L2 o taluni elementi di etichetta e galateo comuni porta a ansia e bassa autostima nelle proprie capacità comunicative.
Infine, i disturbi specifici dell'apprendimento (DSA) e disturbi aspecifici dell'apprendimento (DAA), per cui il discente ha dei bisogni educativi speciali (BES), impattano sull'autostima nello studio di L2. Infatti, le inabilità congenite portano a una bassa percezione di sé. Degli esempi di DSA che impattano in particolare l'acquisizione e apprendimento di una lingua straniera in classe (e.g., nel contesto della scuola dell'obbligo) sono la dislessia e il disturbo da deficit di attenzione e iperattività (ADHD).

## L'aumento dell'autostima dei discenti di L2
Il docente ha un ruolo nel rendere la classe un ambiente supportivo e aiutare gli studenti a sviluppare la loro autostima con strategie apposite; tali strategie sono da curare in modo costante, per cui lo sforzo del docente deve essere costante. L'autostima ha un grande peso sia nella crescita personale che nel successo scolastico e accademico, inclusa l'acquisizione di una L2; inoltre, la scuola è uno degli ambienti fondamentali in cui una persona sviluppa l'autostima oltre alla famiglia: infatti, un discente a scuola è spesso valutato in base allo svolgimento di task e/o a proprie performance, che nel caso dello studio delle L2 sono performance linguistiche (e.g., ricezione della lingua, produzione di output linguistico orale o scritto). L'acquisizione linguistica, secondo Stevick (1980), dipende meno dai materiali, tecniche e analisi linguistica e più da quello che succede dentro le persone nella classe e tra di esse; in altre parole, le cause del successo nell'acquisizione di una L2 non sono interamente cognitive, cioè legate all'abilità intellettuale dei discenti, ma a caratteristiche psicologiche. Il docente di L2 ha un ruolo fondamentale non solo nella cura dell'autostima per permettere un'acquisizione linguistica di successo, ma anche un ruolo fondamentale nel gestire l'ansia verso le lingue straniere siccome l'apprendimento o acquisizione di lingue straniere a scuola è un'esperienza ansiogena per molti studenti.
Il docente, prima di lavorare sull'autostima dei discenti di L2, deve conoscere come funziona l'autostima in base a un modello teorico (e.g., il modello di Reasoner del 1982) e conoscere il proprio livello di autostima attraverso per esempio un'autoanalisi. Quando applica delle soluzioni per aumentare l'autostima dei discenti in L2 e per affrontare altre problematiche psicologiche alla base del successo o fallimento (e.g., ansia, noia e demotivazione, pensiero critico/capacità metacognitiva), se serve può e deve riscrivere i curricula e programmi dei corsi.
La prima soluzione per il docente è mostrarsi supportivo nei confronti dei discenti in quanto si cura di loro. Mostrarsi supportivo presuppone l'atto da parte del docente di mantenere sempre un'attitudine positiva verso i discenti.
Un'altra strategia è quella di fornire feedback positivi e supportivi. Pertanto, il docente anche in questo senso agisce da facilitatore: presta attenzione all'atmosfera psicologica dell'insegnamento e ai processi psicologici interni/interiori oltre ai meri contenuti dell'insegnamento.
Una terza soluzione è quella di usare i lavori di gruppo; tuttavia, le attività di apprendimento cooperativo in aula non necessariamente portano all'apprendimento, alla socializzazione tra membri e a un aumento della loro autostima: per portare a questi obiettivi, le attività di apprendimento cooperativo devono essere impostate in modo tale che i membri siano interdipendenti tra loro a livello di ruolo e risorse, per cui nessuno è potenzialmente superfluo, inutile o marginale. L'apprendimento cooperativo serve anche a scardinare i pregiudizi e stereotipi dentro l'aula e che tendenzialmente sorgono quando le persone sono in un gruppo; una teoria appartenente alla psicologia sociale collegata a questa visione è la Teoria dell'identità sociale (Social Identity Theory, SIT) di Henri Tajfel e John Turner: il gruppo, attraverso le proprie dinamiche e interazioni, modella l'autostima dei propri membri e può portare a fenomeni di segregazione.
Una quarta soluzione è quella di fare riflettere la classe su dei valori propositivi introdotti attraverso lo storytelling in L2 in forma sia orale che scritta. Lo storytelling, se complesso, viene reso comprensibile con varie strategie anche di pre-lettura, come ad esempio l'uso di immagini che corredano il testo. Se una parte della lezione viene usata per uno storytelling, si può chiamare con un nomignolo apposito, e.g. "story time". Le riflessioni sulla storia, se svolte in L2, si valutano in base alla capacità dei discenti di farsi capire in L2, invece che focalizzarsi solo sulla massima correttezza della forma (focus on form, scartato in favore del focus on meaning). Le riflessioni sono fondamentali, altrimenti i discenti potrebbero non estrapolare alcun insegnamento o valore da tali storie oppure potrebbero arrivare a un'interpretazione sia errata che lesiva della storia. L'ascolto della storia da parte dei discenti deve essere empatico e emotivamente partecipato, dunque non freddo, superficiale e/o disinteressato.
Una quinta soluzione è fare parlare i discenti di emozioni ma non attraverso gli storytelling, bensì attraverso domande conoscitive in L2. Un esempio di domanda è "Quando ti senti [X]?" (in inglese: "When do you feel [X]?"). La risposta, in caso di difficoltà in L2, può essere offerta in L1 e essere tradotta dal docente in L2.
Una sesta soluzione è l'uso di brevi poesie motivazionali con un titolo che vengono presentate ai discenti o che vengono fatte scrivere a loro. Un esempio è "I didn't believe I could do it. I was afraid to try. My teacher believed I could do it. And next time, so will I".
Altre soluzioni vengono dalle attività BASICS di Alistair Smith (1999): Belonging, Aspirations, Safety, Identity, Challenge, Success. Il modello BASICS è esposto in "Accelerated Learning in Practice".
Inoltre, Achour (2015) sostiene che è necessario che anche i discenti conoscano il peso enorme dell'autostima nel percorso di acquisizione di una L2, il che allude a uno sviluppo della capacità metacognitiva degli studenti; lo sviluppo della capacità di ragionare su come si ragiona e impara (in tal caso una L2) è una strategia che migliora l'acquisizione già suggerita da Sternfeld (1986) e che permette di promuovere l'educazione alle lingue straniere invece che un mero training in lingua straniera (Sternfeld, 1985). Lo sviluppo della capacità metacognitiva in L2 include le basi dell'acquisizione linguistica delle L2 (incluse le componenti dell'ipotesi del filtro affettivo, come ad esempio l'autostima e l'ansia) e la confutazione delle false teorie della linguistica folk, che possono portare alla demotivazione dei discenti. Due false teorie demotivanti e molto diffuse sono "I bambini molto piccoli imparano meglio degli adulti" e "Da grandi, è impossibile imparare una lingua". La prima in particolare è errata perché i ragazzi e adulti hanno un maggiore sviluppo cognitivo dei bambini molto piccoli, per cui di default possono acquisire una lingua in modo più rapido e efficiente.
Sempre Achour (2015) sostiene che il docente deve aiutare i discenti a superare la paura di parlare nella lingua straniera; siccome questa soluzione è mirata alla lenizione dell'ansia verso le lingue straniere e quest'ultima è correlata alla bassa autostima nelle L2, Achour spiega indirettamente che lenire la xenoglossofobia ha una ricaduta positiva sull'autostima. Una ricerca di Li e Heydarnejad (2024) conferma che lenire l'ansia verso le L2 nel momento in cui in classe si comunica in L2 porta a un miglioramento dell'autostima. La ricerca è stata svolta su un gruppo di 385 giovani discenti di inglese L2 in istituzioni private e le strategie di lenizione dell'ansia includevano un supporto da parte dell'insegnante per cui i discenti si aprivano maggiormente. Lo studio di Li e Heydarnejad ha valutato non solo l'impatto del supporto del docente (Teacher Support, TS) sia personale che accademico/scolastico sull'ansia, timidezza e autostima nella classe di L2, ma anche l'impatto dello sviluppo del pensiero critico (Critical Thinking, CT) e in particolare della capacità metacognitiva su questi tre costrutti. Il pensiero critico dei discenti è stato valutato attraverso il Watson-Glaser Critical Thinking Appraisal Form A (WGCTAF) di Watson e Glaser, che è un insieme di 32 domande divise in 5 categorie: inferenze, identificare assunzioni, fare deduzioni, interpretazione e valutazione. Lo studio di Li e Heydarnejad ha infine evidenziato come l'autostima, il supporto del docente e il pensiero critico abbiano influenza sulla xenoglossofobia e la timidezza nella classe di L2: se l'autostima è alta, le altre due sono più basse; se il supporto del docente percepito dal discente è più alto, quest'ultimo è meno ansioso e timido. La ricerca si spinge oltre siccome, per lenire specificatamente l'ansia e la timidezza, consiglia di fare svolgere ai discenti dei task da soli o in coppia invece che davanti a tutta la classe; i risultati positivi di questa soluzione sono stati confermati da Oflaz (2019) e da Sadeghi e Soleiman (2016). In generale, un docente che dimostra delle buone capacità sociali e emozionali nei confronti degli studenti è capace di impattare positivamente sull'autostima dei discenti di L2, per cui le loro competenze linguistiche (incluse quelle nella comunicazione orale e scritta) migliorano.
Un'altra potenziale strategia deriva da una generalizzazione della terza scoperta di Li e Heydarnejad: se il pensiero critico e in particolare la capacità metacognitiva vengono sviluppate, il discente è nuovamente meno ansioso e timido. Inoltre, l'impatto è positivo anche sull'autostima. Pertanto, il docente può sviluppare la capacità metacognitiva dei discenti. Quest'ultima è definibile come l'abilità di ragionare su come si ragiona e impara, su come funziona la memoria ecc. e, nel campo delle lingue straniere, può riguardare le basi dell'acquisizione delle lingue straniere e perfino dei fenomeni psicologici legati al successo nell'acquisizione di una L2, come ad esempio l'ansia, autostima, motivazione, noia e flusso. Inoltre, sviluppando la strategia metacognitiva, secondo Sternfeld (1985) il docente non pratica più un mero training in lingua straniera, ma fa educazione alle lingue straniere. Lo sviluppo della capacità metacognitiva e dunque di una componente del pensiero critico sul proprio percorso di acquisizione di L2 è parte integrante della didattica acquisizionale e alcune relative difficoltà (e.g., la teoria della reattanza) e soluzioni sono discusse in Sternfeld (1986).
Un'altra strategia è quella di spendere tempo a fare lodi, complimenti e congratulazioni nei confronti dei discenti nel momento in cui dimostrano il successo; tuttavia, il docente non deve limitarsi a spendere parole vuote di incoraggiamento ai discenti che hanno scarsa autostima. Infatti, la soluzione è sterile e artificiale rispetto a fornire feedback contenenti sempre almeno una nota positiva sulle competenze ai discenti o a fare lodi nel momento in cui un risultato tangibile è stato raggiunto. Inoltre, alcune lodi hanno un potere non sterile, bensì distruttivo: secondo Kirby e McDonald (2009), fare i complimenti in base alla sola intelligenza tende a creare una forma mentis fissa per cui i discenti si focalizzano solo su come sono percepiti (intelligenti o non intelligenti). Quando le lodi distruttive formano questa forma mentis fissa, i discenti possono sviluppare problemi ad affrontare le sfide. Pertanto, le lodi meno distruttive sono quelle basate sugli sforzi compiuti per raggiungere o avere raggiunto un successo: questo tipo di lodi insegnano al discente che le sfide si superano con gli sforzi e non con l'intelligenza e portano il discente a sviluppare motivazione e resilienza in tal caso nell'acquisizione di una L2. Questa forma mentis orientata alla crescita insegna ai discenti a aumentare gli sforzi quando un task è ritenuto difficile, invece di focalizzarsi su una propria intelligenza creduta scarsa e dunque a avere problemi di autostima e ogni conseguenza negativa che vi deriva.
Un'altra soluzione mirata alla bassa autostima data dall'accento è quella di fare esercitazioni di pronuncia mirate al miglioramento dell'accento (pronuncia dei suoni, cadenza, ampliamento e uso del registro, accenti corretti, ecc.). Secondo uno studio di Reddel (2021), un gruppo di studenti universitari è stato sottoposto a un intervento di riduzione dell'accento straniero e a due test sull'autostima generale prima e dopo l'intervento. Anche se i dati quantitivi si sono dimostrati inconcludenti, i dati qualitativi hanno mostrato come l'autostima sia migliorata dopo l'intervento di riduzione dell'accento straniero. Sempre riguardo all'accento, fissare degli obiettivi realistici (e.g., SMART: specifici, misurabili/monitorabili, ottenibili, realistici e legati a un orizzonte temporale) per migliorare l'accento in L2 può aumentare l'autostima e non indurre ansia. Gli obiettivi non devono essere imposti dal docente, ma negoziati e discussi insieme al discente. Il discente potrebbe anche desiderare di non acquisire l'accento nativo e dunque conservare il proprio accento straniero per qualunque motivo, addirittura al punto tale da usare l'accento straniero intenzionalmente (Lefkowitz e Hedgcock, 2006), ragion per cui in partenza non sono presenti problemi di autostima legati all'accento. Il punto di partenza in classe deve essere sempre l'adozione di un accento che rende la propria parlata/produzione orale intelligibile, anche se imperfetta. In quest'ultimo caso, gli obiettivi di riduzione dell'accento straniero si possono non fissare.
Tre strategie sono accorpate sotto un'unica macro-strategia di auto-supporto detta "strategia incoraggia te stesso" (Encouraging Yourself Strategy), elaborata da Oxford (1990). Le tre sotto-strategie permettono di regolare le loro emozioni, attitudini e motivazione per arrivare a un buon livello di confidenza e sono:
- fare affermazioni positive su di sé. Per esempio, prima di fare una presentazione, un discente può dire a sé stesso "Io so presentare il mio lavoro". Questa sotto-strategia è anche indicabile come "self-talk positivo", può focalizzarsi sui risultati ottenuti fino a quel momento in L2, è contrapposto al self-talk negativo e porta allo sviluppo dell'autostima e di un'immagine di sé positiva.[7]
- prendersi dei rischi in modo consapevole e calcolato per vincere la paura di fare errori.
- usare ricompense; tali ricompense, per aumentare l'autostima, devono però essere endogene, cioè si originano all'interno del discente, per cui il discente si autoassegna una ricompensa quando ottiene un successo.

In generale, nell'incoraggiamento di un discente, i segnali di incoraggiamento possono provenire non solo dal docente, ma anche dai compagni di classe, dagli amici e dai familiari, per cui nessuna persona che fa parte della sfera sociale e familiare del discente dovrebbe dare segnali di scoraggiamento, sconsolazione, disillusione e accettazione passiva. Di contro, dovrebbero dare segnali di incoraggiamento costanti e di riconoscimento di ogni traguardo e/o di ciò che stato svolto correttamente anche laddove un task presenta errori.
Un'altra soluzione è l'uso della penna verde nelle correzioni, affiancato alla penna rossa: la penna verde, in generale, segnala ciò che è corretto in un test scritto. Il metodo di correzione specificatamente in L2 inoltre può basarsi sul tasso di intelligibilità, cioè su quanto è comprensibile anche in presenza di errori di grammatica e piccole imprecisioni lessicali. Inoltre, con la penna verde, si può evidenziare ciò che è stato acquisito pure se un costrutto è errato: ad esempio, nella frase intelligibile "I *goes to the park with my friend" si può notare come la -s nella terza persona singolare del Simple Present è stata acquisita, anche se usata in modo scorretto. L'analisi di ciò che è stato acquisito a partire dagli errori riprende la Error Analysis di Pit Corder, un pioniere negli studi sull'acquisizione linguistica.
Un'altra soluzione è fissare obiettivi SMART in generale in tutto il percorso di acquisizione o apprendimento linguistico, dunque non solo in ambito di miglioramento dell'accento in L2. Il raggiungimento volta per volta e dunque il raggiungimento di un obiettivo e di un successo pianificato per volta permette l'aumento graduale dell'autostima.
Un'altra soluzione ancora è quella di partecipare in attività di acquisizione o apprendimento di L2 piacevoli, interessanti e dunque motivanti. Degli esempi sono le attività gamificate e l'ascolto di musica in L2: tali attività, oltre a permettere l'acquisizione linguistica e a essere piacevoli, interessanti e motivanti, permettono anche un aumento dell'autoconfidenza. Questa soluzione è collegabile con l'ipotesi del piacere di Krashen, descritta in "The Power of Reading" (2004): secondo l'autore, le attività di acquisizione linguistica sono più piacevoli e motivanti rispetto alle attività più tradizionali e di apprendimento linguistico. Questa soluzione è anche collegabile all'ipotesi della lettura di Krashen, esposta nella medesima opera; secondo quest'ipotesi, l'attività più potente e motivante per acquisire una L2 è la lettura di testi, generi e topic totalmente a scelta in classe e in casa (Free Voluntary Reading, FVR); quest'attività può anche condurre al flusso nell'acquisizione delle lingue straniere. Infine, l'ipotesi del conduit di Krashen è alla base della didattica acquisizionale e spiega poi come la competenza linguistica segua un percorso a tre tappe: storielle, letture ricreative selezionate in autonomia e testi accademici/tecnici.
Infine, secondo Fontana (1995), il docente deve pianificare e offrire ai discenti delle possibilità di successo; la loro autostima viene aumentata nel momento in cui i discenti raggiungono un traguardo, anche se modesto. Inoltre, pianificare e offrire le possibilità di successo è una strategia migliore di rimproverarli quando hanno fallito. In tal modo, possono raggiungere un senso di confidenza e empowerment che li rilassa, li fa sentire in controllo e aumenta i livelli di energia verso la L2 e le sensazioni positive verso le proprie abilità e competenze. Il traguardo si può anche festeggiare (e.g., con l'uso di token come i dolci e regalini; tuttavia, l'uso di token rischia di ancorare lo studio della L2 a una motivazione estrinseca/esterna al discente, come ad esempio il ricevimento di token. La motivazione esogena è più blanda e precaria rispetto alla motivazione intrinseca/interna al discente).
Un livello estremamente basso di autostima potrebbe avere bisogno di un trattamento clinico, ma la scarsa autostima nell'ambito dello studio delle L2 non è un fenomeno clinico.

### Aumento dell'autoconfidenza in L2
L'autoconfidenza, dunque un altro costrutto del sé diverso dall'autostima, può essere aumentata attraverso la Tecnica Meisner (Meisner Technique), in particolare quando il discente parla in L2. La Tecnica di Meisner è nata nel contesto del teatro ed è stata inventata dall'attore Sanford Meisner per permettere agli attori di concentrarsi sugli altri attori e l'ambiente e non su se stessi. Essa è generalizzabile allo studio e pratica delle L2 ed è basata sulle seguenti idee:
- sviluppare una forte capacità di improvvisare frasi in modo spontaneo mentre si inscena un role-play. Questa capacità si sviluppa facendo esercitare per molte ore i discenti/attori a parlare in una situazione di role-play senza uno script (cioè copione) già pronto finché non si sentono a loro agio a improvvisare. Il motto "stay in the moment" sarebbe un riferimento allo stato di flusso, in cui una persona è completamente assorbita da un'attività al punto da dimenticarsi della realtà circostante; esiste un filone di ricerca sul flusso nell'acquisizione delle lingue straniere
- riuscire a comprendere le proprie emozioni attraverso l'autoconsapevolezza (la capacità di capire e verbalizzare le proprie emozioni è quantificabile con il quoziente emotivo)
- riuscire a improvvisare capendo le emozioni del discente/attore interlocutore

Secondo la Tecnica Meisner, dopo che il discente/attore impara a improvvisare e a capire le emozioni proprie e altrui e dunque rispondere in modo adeguato, può lavorare con un copione.
Un'altra strategia per aumentare l'autoconfidenza è quella per cui il docente racconta e condivide le proprie difficoltà passate con i discenti. Questo racconto, anche in forma di storytelling interessante e motivante, fa capire ai discenti che tutti agli inizi hanno determinate difficoltà. Per cui, i discenti nelle loro difficoltà non sono soli.
Dopodiché, i discenti devono imparare a fare affidamento su loro stessi e dunque a essere autonomi sia come capacità, sia a livello emotivo in modo graduale.
Infine, i discenti vanno sempre incoraggiati a ottenere i loro obiettivi, fermo restando che tali obiettivi devono essere noti a monte e devono essere SMART (specifici, misurabili/monitorabili, ottenibili, realistici e ancorati a un orizzonte temporale) e che l'incoraggiamento non deve diventare una forma di pressione e dunque un elemento stressogeno.

## Le scale di misurazione dell'autostima in L2

### La scala SEFLS (2022)
Una scala di misurazione dell'autostima nello studio delle L2 è stata pubblicata da Pablo A. Cano-Jiménez e Fernando D. Rubio-Alcalá nel 2022. La scala è basata sui dati estrapolati da 252 apprendenti spagnoli adulti di una L2. La scala si chiama "Self-Esteem in the Foreign Language Classroom Scale" (SEFLS), in spagnolo "Escala de Autoestima en la Clase de Lengua Extranjera" e in italiano "Scala di autostima nella lezione di lingua straniera". La scala è basata sulla definizione di autostima di Dörnyei (2005), un autore ungherese che ha svolto svariati studi nell'ambito della motivazione nell'acquisizione delle lingue straniere e inventore del modello L2SSM. La SEFLS possiede 10 item e una scala di 10 punti associata a due poli: "d'accordo" e "disaccordo". Il punteggio pari a 1 indica il totale disaccordo, mentre il punteggio pari a 10 indica il totale accordo. La misurazione di default è anonima. Simili scale, siccome misurano nello specifico l'autostima nel contesto di studio delle L2, sono delle scale specifiche e non delle scale generiche sull'autostima; pertanto, sono più adatte a studiare l'autostima calata in questo contesto particolare e dunque questa forma di autostima specifica. La scala SEFLS è uno strumento di analisi e ricerca e non è un test diagnostico di alcun tipo.

#### Versione originale (inglese e spagnolo)
La versione originale in inglese e spagnolo è la seguente:
In the foreign language classroom... // En la clase de lengua extranjera... [dove per "classroom", gli studiosi intendono "class"]
1. I generally get good grades // Generalmente saco buenas notas
2. In general terms, I think I am good at the language // En términos generales creo que se me da bien el idioma
3. I consider myself as one of the best learning the language // Me considero como uno/a de los/las mejores aprendiendo el idioma
4. I find it easy to learn the language // Me resulta fácil aprender el idioma
5. In general my level is good // En general mi nivel es bueno
6. I think I have good qualities to learn the language // Creo que tengo buenas cualidades para aprender el idioma
7. I pronounce well // Pronuncio bien
8. I am good at oral activities // Se me dan bien las actividades orales
9. Most classmates accept me as part of the class // La mayoría de compañeros/as me admiten como parte de la clase
10. I feel good with my classmates // Me hace sentir bien estar con mis compañeros/as

#### Versione tradotta (italiano)
La versione tradotta in italiano è la seguente:
Nella lezione di lingua straniera...
1. In generale prendo buoni voti
2. In generale, penso che sono bravo nella lingua
3. Mi considero come uno dei migliori apprendenti della lingua
4. Trovo facile imparare la lingua
5. In generale il mio livello è buono
6. Credo di avere buone qualità per imparare la lingua
7. Ho una buona pronuncia
8. Sono bravo nelle attività orali
9. Gran parte dei compagni di classe mi accetta come parte della classe
10. Mi sento bene con i miei compagni di classe

### La scala FLSES (1992)
La Foreign Language Self-Esteem Scale (FLSES), cioè "Scala di autostima nella lingua straniera" è stata compilata da Badran A. Hassan e pubblicata nel 1992 per una sua ricerca. La sua scala è composta da 25 item e, nella versione originale, ha una scala di Likert a 5 punti. Le domande sono state formulate in modo tale da evitare il bias di acquiescenza (acquiescence bias o "acquiescence effect theory"). La scala FLSES è uno strumento di analisi e ricerca e non è un test diagnostico di alcun tipo.

#### Versione originale (inglese)
La versione originale è la seguente:
1. My ability to learn the foreign language (FL) is high.
2. I express myself freely in the foreign language.
3. I have a problem with some grammatical rules when writing in the foreign language.
4. I participate effectively in the FL discussions.
5. I can speak the FL very well.
6. My understanding of what others say in the FL is limited.
7. I speak the FL with a heavy foreign accent.
8. I have some FL reading habits.
9. I can write very well in the foreign language.
10. I feel good about myself when speaking in the FL classroom.
11. I feel happy when I am with my FL classmates.
12. I can read very well in the foreign language.
13. I don't feel at ease when I talk to my FL instructors.
14. I find difficulty talking in the FL in front of my classmates.
15. My classmates are better FL learners than me.
16. My FL instructors have high expectations of me.
17. My FL classmates do not like me.
18. I can understand the FL very well.
19. I am always attentive to my FL instructors.
20. I attend the FL class sessions on time.
21. I volunteer myself for any FL classroom activities.
22. I miss many FL class sessions.
23. I avoid any discussions in the foreign language.
24. I read for pleasure in the foreign language.
25. I reluctantly participate in the FL classroom activities.

#### Versione tradotta (italiano)
La versione tradotta in italiano è la seguente:
1. La mia abilità di imparare la lingua straniera (LS) è alta.
2. Mi esprimo liberamente nella lingua straniera.
3. Ho un problema con alcune regole grammaticali quando scrivo in lingua straniera.
4. Partecipo in modo efficace nelle discussioni in LS.
5. So parlare molto bene la LS.
6. La mia comprensione di quello che gli altri dicono in LS è limitata.
7. Io parlo la lingua straniera con un pesante accento straniero.
8. Ho delle abitudini di lettura in lingua straniera.
9. So scrivere molto bene in lingua straniera.
10. Mi sento bene quando parlo in LS.
11. Mi sento felice quando sono con i miei compagni di LS.
12. So leggere molto bene in lingua straniera.
13. Non mi sento a mio agio quando parlo con i miei istruttori di LS.
14. Trovo difficile parlare in LS di fronte ai miei compagni di classe.
15. I miei compagni di classe sono apprendenti di LS migliori di me.
16. I miei istruttori di LS hanno alte aspettative nei miei confronti.
17. Non piaccio ai miei compagni di LS.
18. So capire la LS molto bene.
19. Sono sempre attento nei confronti dei miei istruttori di LS. [nel senso che li ascolto e seguo, "attentive"]
20. Frequento le lezioni di LS in orario/in modo puntuale. ["lezioni" è indicato letteralmente come "sessioni in classe"]
21. Mi offro volontario per qualunque attività di LS.
22. Salto molte lezioni di LS. ["lezioni" è indicato letteralmente come "sessioni in classe"]
23. Evito qualunque discussione in LS.
24. Leggo per piacere in lingua straniera. [quest'attività è cioè il Free Voluntary Reading (FVR) o "Extracurricular Reading" o "Pleasure Reading"]
25. Partecipo con ritrosia/resistenza alle attività in classe di LS. [la versione originale riporta "reluctantly", cioè "con riluttanza, in modo riluttante"]

### Il questionario "Language Self-Esteem" (Habrat, 2018)

#### Versione originale (inglese)
Habrat, in una sua ricerca del 2018, ha usato il seguente questionario con 10 item e una scala di Likert a 5 punti:
1. I can follow easily what my academic teachers say in English classes.
2. I am able to help my groupmates in their English coursework.
3. I am good at most English courses at the university.
4. I believe that if I work hard, I will be able to achieve the goals I set for myself.
5. I think most of my classmates are smarter than I am.
6. The academic teachers of English feel that I am poor at my work.
7. I get frightened when I am asked a question in an English course.
8. I perform better in English than most of my friends.
9. I often feel like giving up studying English.
10. On the whole I am satisfied with my English.

#### Versione tradotta (italiano)
La traduzione in italiano è la seguente:
1. So seguire con facilità quello che i miei insegnanti dicono nelle lezioni di inglese.
2. Sono capace di aiutare i miei compagni di classe nei loro compiti di inglese. ["compiti" è indicato come "coursework"]
3. Sono bravo in gran parte dei corsi d'inglese all'università.
4. Credo che se lavoro duro, sarò capace di raggiungere i risultati che ho stabilito per me stesso.
5. Credo che gran parte dei miei compagni di classe siano più intelligenti di me.
6. Gli insegnanti di inglese pensano che io sia scarso.
7. Mi spavento quando mi si fa una domanda in un corso di inglese.
8. Performo meglio in inglese rispetto a gran parte dei miei amici
9. Spesso sento di smettere di studiare inglese.
10. Nel complesso, sono soddisfatto del il mio inglese.